# Euphorbia peltata
Euphorbia peltata är en törelväxtart som beskrevs av William Roxburgh. Euphorbia peltata ingår i släktet törlar, och familjen törelväxter. Inga underarter finns listade i Catalogue of Life.